# Júlio César Pinheiro
Júlio César Pinheiro Garcia (Itapeva, Brasil, 22 de agosto de 1976) é um ex-futebolista brasileiro naturalizado mexicano que atuava como meio-campista.
Foi vice-campeão da Copa Libertadores da América de 2001 pelo Cruz Azul.